# Карл-Либкнехт-штрассе

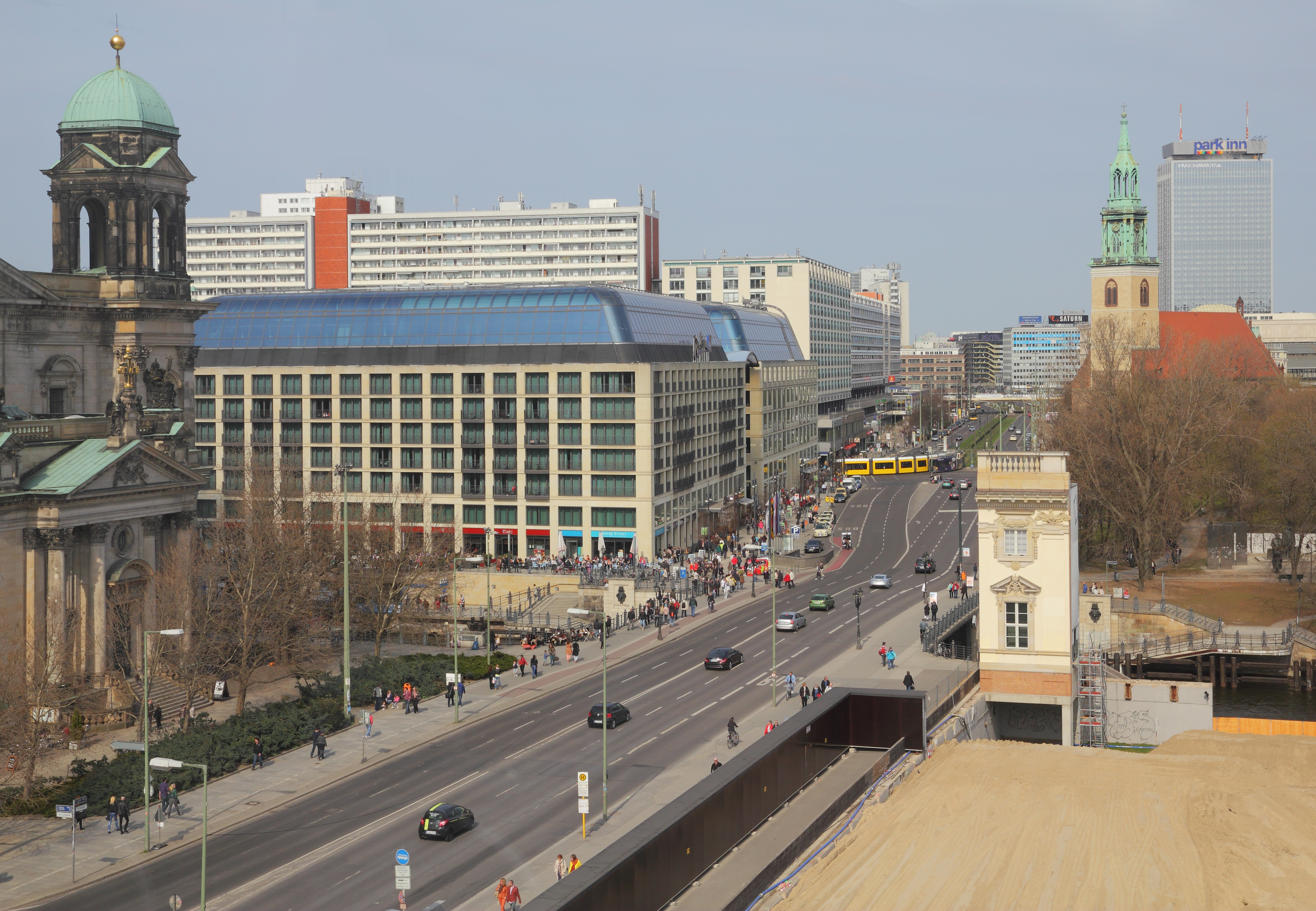
Начало Карл-Либкнехт-штрассе у моста Либкнехта, справа — церковь Святой Марии. Вид с высоты информационного центра «Гумбольдт-бокс»

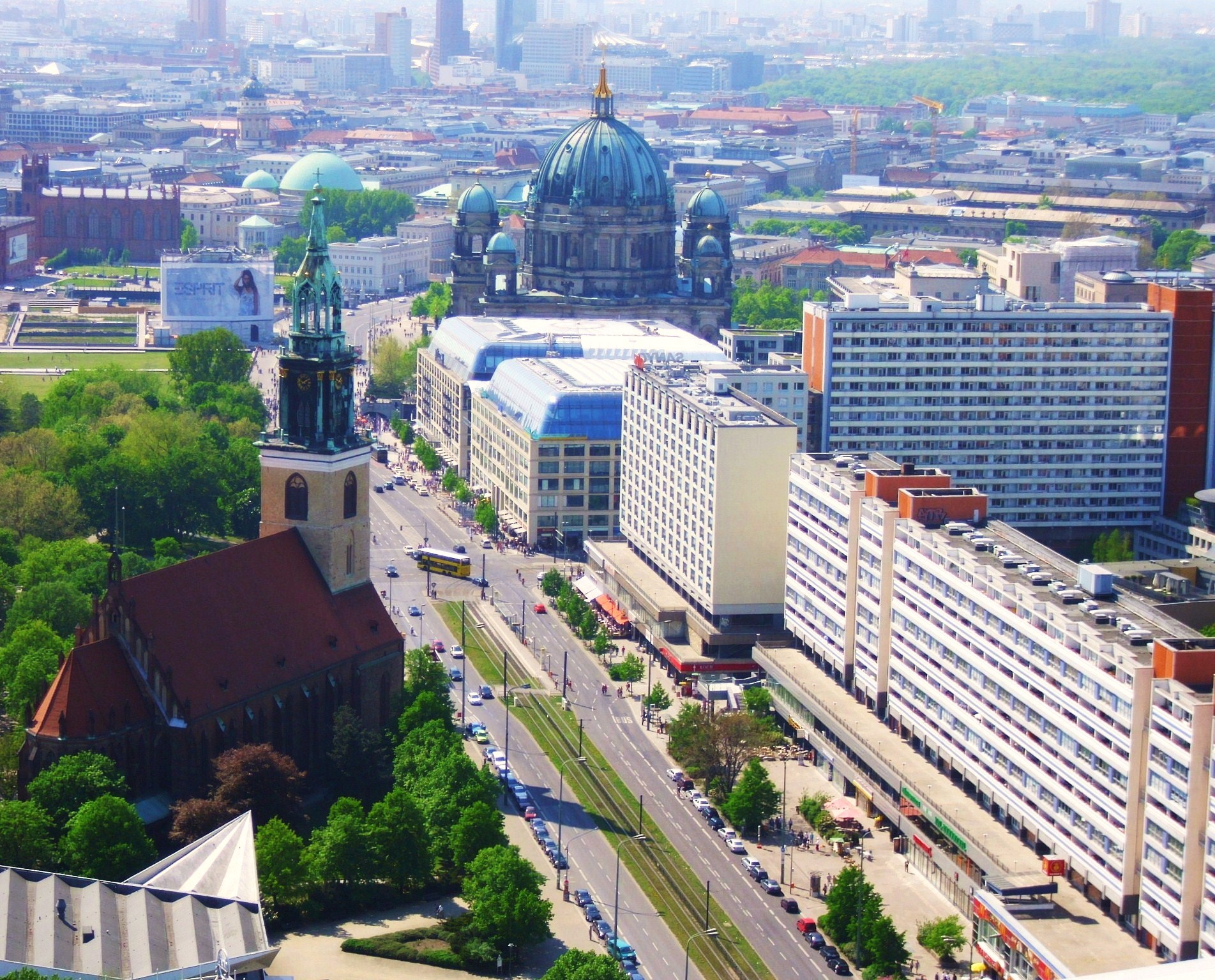
Вид в сторону Дворцовой площади. На переднем плане слева церковь Святой Марии, на заднем плане справа — Берлинский кафедральный собор

Ка́рл-Ли́бкнехт-штра́ссе (нем. Karl-Liebknecht-Straße) — одна из основных улиц в восточном центре Берлина. Названа в честь немецкого коммуниста Карла Либкнехта.

## Характеристика
Оживлённая транспортная трасса в шесть полос имеет длину 1,2 км. Проходит с юго-запада на северо-восток, соединяя бульвар Унтер-ден-Линден с Пренцлауэр-аллее.
Карл-Либкнехт-штрассе начинается у моста Либкнехта и является продолжением бульвара Унтер-ден-Линден и Дворцовой площади и проходит вдоль Форума Маркса и Энгельса. После пересечения со Шпандауской улицей Карл-Либкнехт-штрассе ограничивает площадку у Берлинской телебашни и ведёт мимо церкви Святой Марии. Северная сторона улицы после Второй мировой войны была застроена в 1960-е годы панельными жилыми домами, на первых этажах которых размещаются предприятия торговли. На расстоянии в 600 метров от моста Либкнехта улица проходит под путями Берлинской городской электрички у вокзала Александерплац и наконец подходит к улицам Торштрассе и Мольштрассе у площади Пренцлауские ворота.
Улица ранее носила имя кайзера Вильгельма, в 1945 году переименована и стала носить нынешнее название.

## Основные достопримечательности
- мост Либкнехта
- Музей ГДР
- AquaDom
- Фонтан «Нептун»
- Церковь Святой Марии и памятник Мартину Лютеру
- Берлинская телебашня